# Meister des Pulkauer Altars

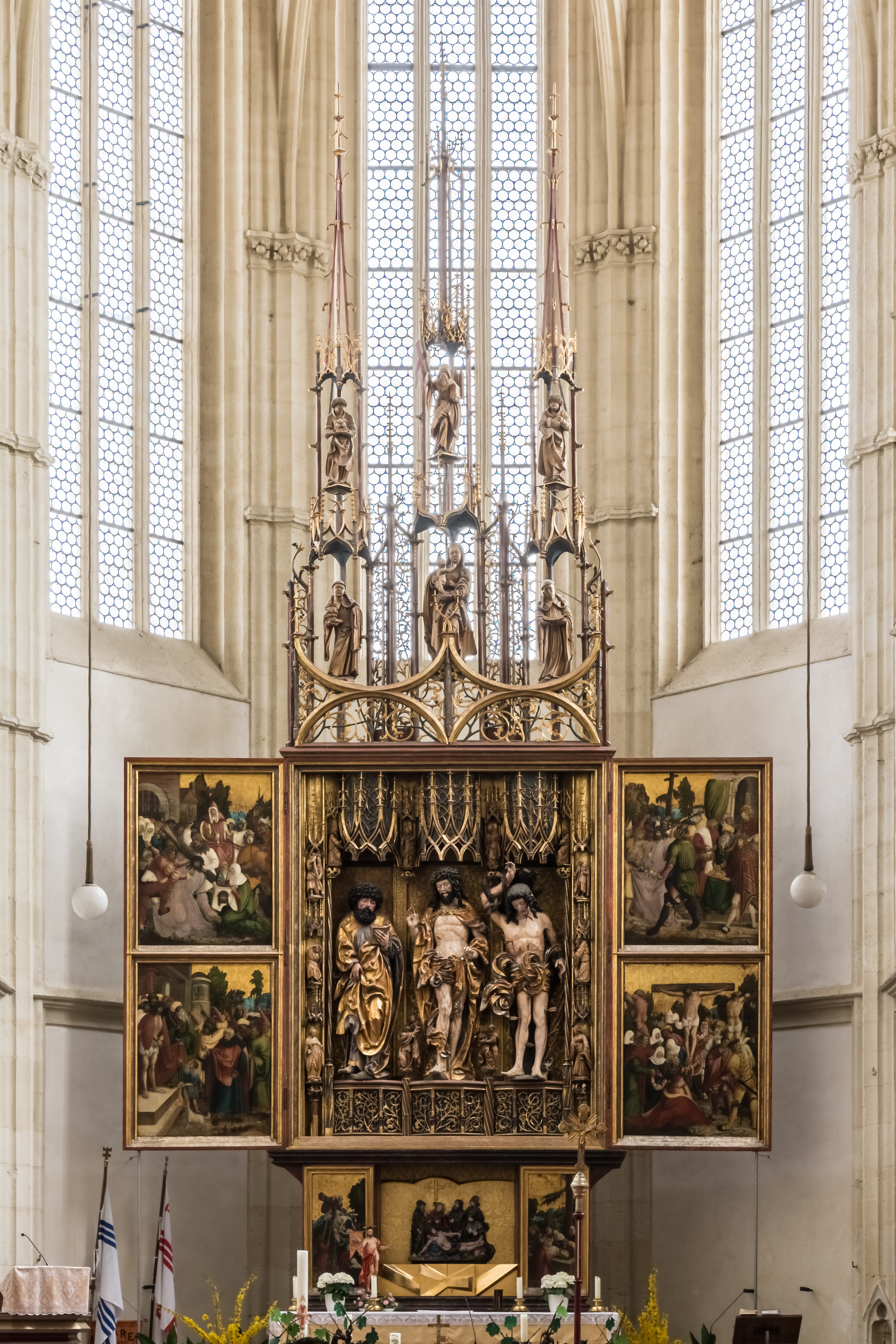
Pulkauer Flügelaltar

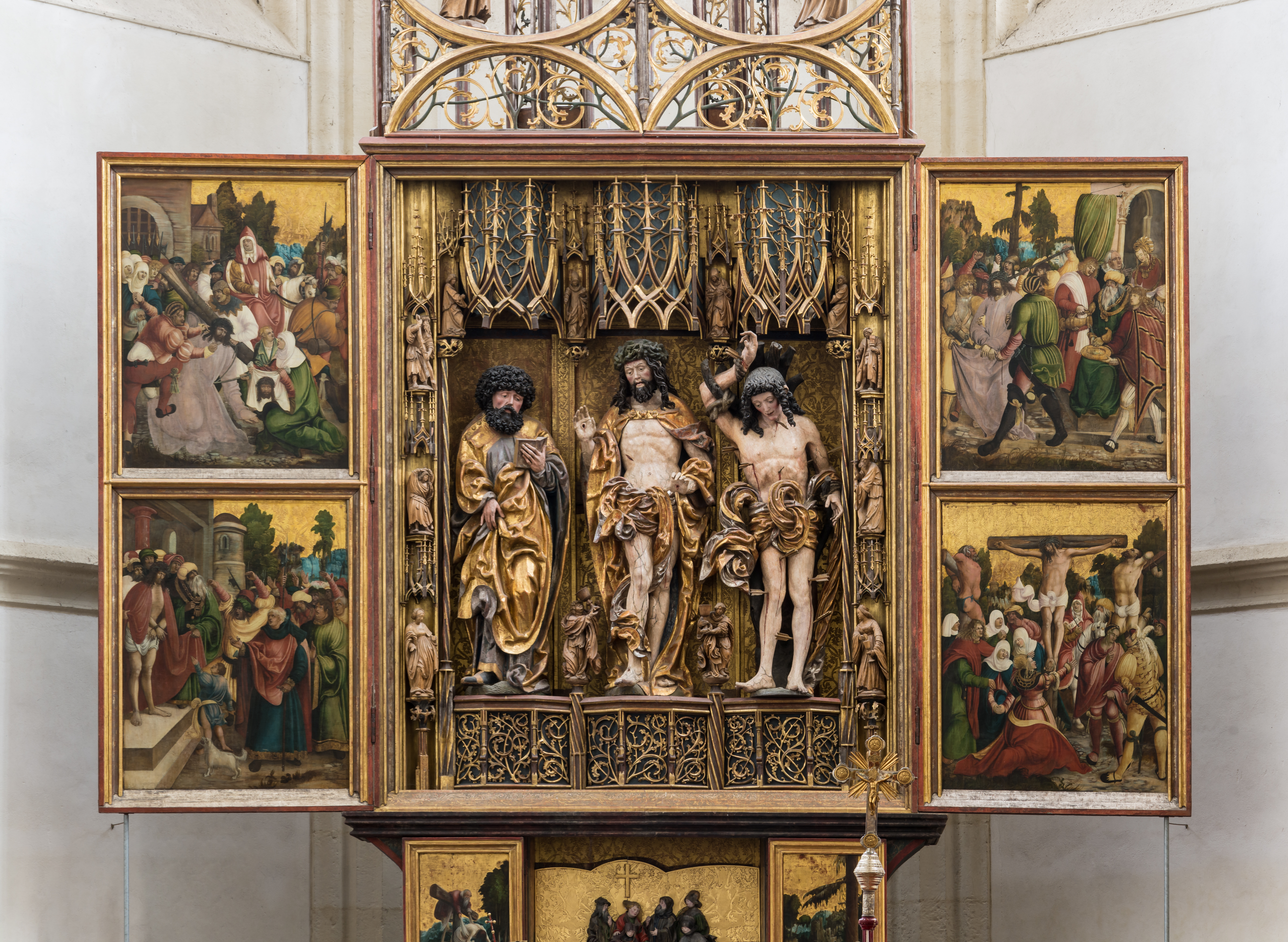
Schrein und Tafelbilder des Pulkauer Flügelaltars

Als Meister des Pulkauer Altars wird der Maler bezeichnet, der um 1515 die Bilder des Hochaltars der Filialkirche Pulkau in Pulkau in Niederösterreich gemalt hat. Der Name dieses Künstlers ist nicht mehr bekannt.

## Werk
Der Meister des Pulkauer Altars ist ein Vertreter des unter dem Begriff Donauschule zusammengefassten Malstils. Seine Altarbilder sind ein bedeutendes Werk dieser Richtung.
Der Pulkauer Flügelaltar stellt als Hauptmotiv des Meisters des Pulkauer Altars die Passion Christi dar.

## Meister der Tafelbilder
Der Pulkauer Altar ist eine reiche Komposition aus Malerei und Bildschnitzerei, auch die Architektur des rund 10 Meter hohen Schreinwerkes ist beachtlich. Zur Abgrenzung der verschiedenen Künstler, die das Gesamtkunstwerk geschaffen haben, werden manchmal auch ein Meister der Pulkauer Altarskulpturen und der Meister der Pulkauer Tafelbilder unterschieden.

## Umstrittene Motive der Predellenflügel
Seit Ende des 20. Jahrhunderts sind die beiden Predellenflügel des Altares immer geöffnet gehalten. Darstellungen einer lokalen, anti-semitischen Legende sind somit auf Wunsch der Bevölkerung nicht öffentlich zu sehen.

## Historien-Meister
Die Gleichsetzung des Meisters der Pulkauer Tafelbilder mit dem Historia-Meister bleibt in der Kunstgeschichte umstritten.